# R1 (木根尚登のアルバム)
『R1』（アールワン）は、2019年6月21日に発売された木根尚登8枚目のミニ・アルバム。発売元は、イロアス・コーポレーション。

## 概要
「Ci e la musica due」以来16年ぶりとなるミニ・アルバム。「木根の遊ビートシリーズ」第1弾。オリジナル作品としては2010年の「中央線」以来で9年ぶり。収録曲のうち、新曲は2曲。残りはセルフカバー曲。当初ツアー会場限定販売だったが、次作「R2」発表時ネットでも販売。

## 収録曲
1. 傘がさせない
  - 作詞・作曲：木根尚登　編曲：吉田ゐさお
2. Get Wild
  - 作詞：小室みつ子　作曲：小室哲哉　編曲：佐藤拓馬
TM NETWORKのセルフカバー、ピアノアレンジバージョン。
3. 8月の長い夜
  - 作詞：三浦徳子　作曲：小室哲哉　編曲：吉田ゐさお
TM NETWORKのセルフカバー。
4. 君が生まれた日
  - 作詞・作曲：木根尚登　編曲：吉田ゐさお
5. Get Wild（Instrumental）
  - 作曲：小室哲哉　編曲：佐藤拓馬
上記のインストバージョン。